# Universums expansion

En del av universum under normal expansion.

Samma scenario men med accelererande expansion.

Universums expansion är en metrisk avståndsökning mellan objekt i universum med tiden. Matematiskt beskrivs detta av Fridman-Lemaître-Robertson-Walkermetrik, som är en nyckelkomponent i big bang-kosmologin. I denna metrik ligger de olika galaxerna i vila i universum, men alla avstånd i universum förstoras med tiden på grund av att de multipliceras med en skalfaktor som växer med tiden. Eftersom metriken beskriver hela universum finns det inte något som universum expanderar ut i, utan hela universum ser likadant ut och expanderar på samma sätt. 
Observationellt så upptäcktes expansionen av Edwin Hubble i slutet av 1920-talet, då han kunde visa att ljuset från praktiskt taget alla galaxer är rödförskjutet, och att rödförskjutningen ökar med avståndet till galaxen. Hubbles mätningar justerades sedan vid flera tillfällen av olika forskare, vilket ledde till att expansionstakten blev mindre och att universum blev äldre. 1998 upptäckte två internationella forskargrupper, som hade studerat avlägsna supernovor av typ Ia, att universums expansion numera accelererar. För att förklara detta har mörk energi introducerats som ett ad hoc-begrepp eller fuskfaktor. Upptäckten belönades med 2011 års Nobelpris i fysik.

## Den observationella upptäckten av universums expansion
Redan på 1910-talet hade den amerikanske astronomen Vesto Slipher upptäckt att ljuset från de flesta galaxer var rödförskjutet. Vid denna tid visste man ännu inte vad en galax var eller om de låg inuti Vintergatan eller inte. Under 1920-talet kunde Edwin Hubble genom att observera cepheider i några galaxer visa att galaxerna låg utanför Vintergatan och var egna stjärnsystem liknande Vintergatan. 1929 hade Hubble samlat ihop så många observationer att han drog slutsatsen att graden av rödförskjutning han uppmätte i ljuset från en galax ökade med galaxens avstånd från oss. Om man tolkade rödförskjutningen som en Dopplereffekt, betydde det att varje galax rörde sig bort från Vintergatan, och Hubbles lag uttrycker sambandet mellan denna hastighet och avståndet till galaxen som
{\displaystyle v=Hr}
där {\displaystyle v} är den uppmätta hastigheten och {\displaystyle r} är avståndet till galaxen. {\displaystyle H} kallas numera för Hubbles konstant. Det är viktigt att lägga märke till att om galaxernas hastigheter är konstanta över tiden, så måste expansionen ha fortgått under tiden {\displaystyle 1/H}. Hubble uppmätte från början ett värde på 500 km/s/Mpc för Hubbles konstant, vilket gav universum en ålder av 2 miljarder år, vilket man redan då insåg var mindre än åldern på vårt solsystem. Under de kommande decennierna reviderades värdet på Hubbles konstant ned och universums ålder upp genom att man förbättrade den extragalaktiska avståndsskalan och observerade allt mer avlägsna galaxer, så att ett modernt värde är 73,5 km/s/Mpc. För en historisk skildring av upptäckten av universums expansion se till exempel .

## Den teoretiska beskrivningen av ett expanderande universum
Vår moderna matematiska beskrivning av universums geometri utgår från Einsteins allmänna relativitetsteori. Under antaganden om att universum är homogent och isotropt kan man härleda Fridman-Lemaître-Robertson-Walkermetriken
{\displaystyle \operatorname {d} \!s^{2}=-c^{2}\operatorname {d} t^{2}+R^{2}(t)\left[{\frac {\operatorname {d} r^{2}}{1-kr^{2}}}+r^{2}(\operatorname {d} \theta ^{2}+\sin ^{2}\theta \operatorname {d} \phi ^{2})\right]},
där {\displaystyle t} står för en tidskoordinat, och {\displaystyle r,\theta }och {\displaystyle \phi }är sfäriska rumskoordinater. Konstanten {\displaystyle k} beskriver universums geometri så att ett positivt värde svarar mot ett sfäriskt universum, ett negativt värde mot ett hyperboliskt universum och 0 mot ett platt universum. Skalfaktorn {\displaystyle R(t)}är en funktion av tiden och beskriver hur avstånden i universum förändras med tiden, vilket bestäms av densiteten i universum och vad universum är uppbyggt av. För en närmare förklaring av metriken se en lärobok i kosmologi, till exempel. Metriken beskriver hur avståndet mellan två galaxer kan växa med tiden på grund av att {\displaystyle R(t)}växer med tiden trots att de båda galaxerna ligger stilla på samma koordinater. Den ger också en ny tolkning av det kosmologiska rödförskjutningen som Hubble hade upptäckt. När ljuset sänds ut från en avlägsen galax så har det en våglängd {\displaystyle \lambda _{0}}, men genom att {\displaystyle R(t)}växer, det vill säga universum expanderar, så kommer ljuset att ha en längre våglängd {\displaystyle \lambda _{1}}när det kommer fram till oss och ju längre tid det tar för ljuset att nå oss, det vill säga ju längre bort från oss som galaxen ligger, desto större blir ökningen av våglängden. För en populär beskrivning av detta se till exempel.
Utvecklingen av {\displaystyle R(t)}med tiden bestäms av universums densitet. En hög densitet i universum kommer att leda till att universums expansion med tiden bromsas in av gravitationen och skulle till och med kunna leda till att universums expansion helt avstannar och förbyts i en kontraktion.

## En accelererande expansion
1998 upptäckte två forskargrupper High-z Supernova Search Team och Supernova Cosmology Project genom att studera typ Ia-supernovor i avlägsna galaxer att universums expansionstakt numera accelererar istället för att sakta ned, som man hade förväntat sig. Detta kan förstås genom att källan till gravitationen enligt den allmänna relativitetsteorin är {\displaystyle e+3p}, där {\displaystyle e}är energitätheten och {\displaystyle p} är trycket. För vanlig materia är trycket försumbart jämfört med materiens energitäthet enligt Einsteins klassiska formel {\displaystyle E=mc^{2}}, och för elektromagnetisk strålning är trycket {\displaystyle p=e/3}, men det är teoretiskt möjligt att tänka sig ett energifält med ett negativt tryck, vilket skulle göra gravitationen repulsiv, så att universums expansion accelererar. Ett sådant energifält skulle till exempel vara den energi som enligt kvantmekaniken kan finnas i vakuum. För att lära sig mer om den mörka energin behöver man mäta upp dess tillståndsekvation {\displaystyle p=we}, där {\displaystyle w}är en parameter, som är karakteristisk för energifältet i fråga. Mätningarna är än så länge konsistenta med att {\displaystyle w=-1}, vilket är vad man förväntar sig för vakuumenergi.